# San Jerónimo Tecóatl
San Jerónimo Tecóatl es una localidad del estado mexicano de Oaxaca. Es cabecera del municipio de San Jerónimo Tecóatl.

## Demografía
| Censo | Población |
| ----- | --------- |
| 1900  | 1147      |
| 1910  | 1160      |
| 1921  | 1114      |
| 1930  | 1276      |
| 1940  | 1221      |
| 1950  | 1083      |
| 1960  | 1303      |
| 1970  | 1028      |
| 1980  | 848       |
| 1990  | 920       |
| 1995  | 793       |
| 2000  | 859       |
| 2005  | 814       |
| 2010  | 869       |
| 2020  | 809       |